# Geissospermum laeve
Geissospermum laeve är en oleanderväxtart som först beskrevs av Vell., och fick sitt nu gällande namn av John Miers. Geissospermum laeve ingår i släktet Geissospermum och familjen oleanderväxter. Inga underarter finns listade i Catalogue of Life.